# Indigo (film)
Indigo is een Amerikaanse film uit 2003, geregisseerd door Stephen Simon en geproduceerd en uitgebracht door Emissary Productions. De film speelt zich af in de staat Oregon in de Verenigde Staten.
De film vertelt het verhaal van de relatie tussen de 10-jarige Grace en haar grootvader Ray, die haar beschermt tegen een kidnapper. Onderweg leert hij de fantastische gaven van zijn kleindochter kennen, die een grote impact hebben op iedereen die ze langs de weg leren kennen.
In 2003 won de film de publieksprijs op het filmfestival van Santa Fe in de Verenigde Staten.